# 衛生福利部桃園療養院
桃園療養院，英文名稱：桃園精神醫學中心（Taoyuan Psychiatric Center），簡稱桃療，是隸屬於衛生福利部的公立精神科專科教學醫院，規模具備 1,095 床各種功能的精神科病床，負責桃園、新竹及苗栗精神醫療網的核心醫院業務。

## 背景
桃療前身為西元1934年日治時代設立於松山（現台北市信義區）的臺灣總督府養神院，是台灣第一所公立精神科專科醫院。養神院由中村讓醫師建議設立，首任院長高橋秀人與醫長中脩三（後任臺北帝國大學精神科教授）。民國68年遷至現址，改制桃園療養院，與衛生福利部桃園醫院毗鄰。
桃療自民國72年起與國立臺灣大學醫學院附設醫院（台大醫院）建教合作迄今，住院醫師在台大醫院精神醫學部接受聯合訓練。第一年與第二年住院醫師參與台大醫院精神部聯合訓練課程，包含會談技巧、精神藥理學、精神病理學、生物精神醫學、心理治療學及研究方法學等。第三年住院醫師接受為期三個月的照會精神醫學訓練，照護精神官能症日間病房，並接受認知行為治療之訓練。

## 現況
桃療自民國75年起擔任桃園、新竹及苗栗的精神醫療網核心醫院，提供桃竹苗最完備健全的精神醫療服務，包括各年齡層之精神科門診、急性病房、慢性復健病房、日間病房、兒童青少年日間病房、台灣北部藥癮醫療示範中心、老年精神科病房、社區復建中心、康復之家、居家治療、司法精神鑑定、早期療育、精神科急診等精神醫療照護。 編制上有一般精神科、兒童青少年精神科、高年精神科、社區精神科、成癮治療科五科。桃療亦與國立台灣大學、國立陽明交通大學、國立清華大學、長庚大學等多所大學機構建教合作，提供醫護社心職學生見實習之精神專科教學醫院資源。桃療近期與國立陽明大學腦科學研究所與數位醫學中心合作成立桃療腦醫學中心，以病人安全、先進腦醫學與精準醫療三大方向，擘畫智慧精神醫療的未來發展。桃療與臺北榮民總醫院合作，引進經顱磁刺激治療（rTMS）之精準醫療，另與北部數家醫學中心建教合作，發展具前瞻多元性之精神醫學領域。
14位醫師具備大學部定教職，其中有1位教授、1位副教授、5位助理教授與7位講師，9位博士與9位碩士。13位主治醫師在世界大學排名頂尖學府（哈佛大學、倫敦國王學院、美國國家衛生研究院、倫敦大學學院、加州大學洛杉磯分校、加州大學柏克萊分校）完成碩博士學位或研究進修。次專科部分，7位兒童青少年精神醫學次專科、8位老人精神醫學次專科、7位成癮醫學次專科。主治醫師主要在桃療、台大醫院、或臺北市立聯合醫院松德院區完成精神科專科醫師之臨床訓練。

## 附註
1. ↑  精神醫療網-衛生福利部 （页面存档备份，存于）
2. ↑  衛福部桃園療養院網站 （页面存档备份，存于）

## 外部連結
- 衛生福利部桃園療養院網站 （页面存档备份，存于）

24°58′45″N 121°16′07″E / 24.979085°N 121.268495°E